# Gentiana otophora
Gentiana otophora är en gentianaväxtart som beskrevs av Adrien René Franchet och William Botting Hemsley. Gentiana otophora ingår i släktet gentianor, och familjen gentianaväxter. Utöver nominatformen finns också underarten G. o. ovatisepala.